# Ушица (приток Днестра)
У́шица (укр. Ушиця) — река в Хмельницкой области Украины, левый приток Днестра. Берёт начало около села Польный Алексинец из ключей, вытекающих из третичного известняка. Впадает в Днестр у посёлка городского типа Старой Ушицы.

## Течение
От истока Ушица направляется вначале на юго-восток до села Соколовка, затем со множеством изгибов на восток до села Крутые Броды, отсюда поворачивает на юг. Основные притоки Ушицы: с правой стороны — Ушка, Жванчик, Бобрик, Болотистая, с левой стороны — Волчок, Глубочок, Нижняя Ушица, Гремячка и Синюха.

## Гидрология
Длина реки с изгибами 122 км (по прямой линии расстояние между истоком и устьем 75,7 км). Ширина в начале незначительная, у села Зиньков до 21 м, у села до 53 м. Глубина небольшая, у села Зиньков до 1,4 м, ниже до 2,2 м. Долина в основном узкая и глубокая, до села Соколец в долине есть луговые полосы с кустами, далее долина вновь сужается. Разность уровней истока и устья 153 м. Берега почти повсюду возвышенные, безлесные, открытые, часто крутые, каменистые. Дно по большей части твердое, часто каменистое. Начиная от села Зиньков река прорезывает силурийские отложения, выше которых залегают меловые верхнетретичные (миоценовые) отложения и лёсс. Рыбная фауна реки небогата. Вскрывается и замерзает Ушица одновременно с Днестром.